# تعیین هاپلوتایپ کل ژنوم با استفاده از میکروفلوییدی
تعیین هاپلوتایپ میکروفلوییدی کل ژنوم روشی برای جدا کردن فیزیکی کروموزومها از یک متافاز سلولی و مشخص نمودن هاپلوتایپ برای هر سلول است.

## پیش زمینه

### تعیین هاپلوتایپ کل ژنوم
تعیین هاپلوتایپ کل ژنوم ، فرایند مشخص نمودن هاپلوتایپ هر فرد بر اساس ژنوم او است. روش‌های فعلی نسل بعدی تعیین توالی قادر به شناسایی لوکوسهای هتروزیگوت است، اما برای شناسایی پلیمورفیسمهای آللها به خوبی مطالع نشده‌اند. اطلاعات هاپلوتایپ مشتمل بر درک درستی از پتانسیل عملکردی واریانتها است. هاپلوتایپها عمدتاً از طریق مقایسه با ژنوتیپ والدین و یا از نمونه‌های جمعیتی با استفاده از روشهای محاسباتی آماری برای تعیین ارتباط عدم تعادل پیوستگی بین نشانگرها تعیین میشود. تعیین هاپلوتایپ به صورت مستقیم ممکن است از طریق جداسازی کروموزوم یا بخشهایی از کروموزوم باشد. اکثرروشهای بیولوژی مولکولی، میتواند هاپلوتایپهای بخش محدودی از ژنوم را به دقت تعیین نماید. تعیین هاپلوتایپ کل ژنوم شامل مشخص نمودن هاپلوتایپ در همه کروموزومها است.

#### هاپلوتایپ
هاپلوتایپ به بخشهایی از ژنوم گفته می‌شود که تمایل دارند با هم به صورت یک بخش به ارث برسند که می‌تواند اندازه‌های متفاوتی داشته باشد.

#### phasing
،رایندی برای شناسایی کروموزومهای همولوگ است. روشهای مورد استفاده در phasing  شامل آنالیز شجره، allele-specific PCR, linkage emulsion PCR haplotype analysis, polony PCR, sperm typing, bacterial artificial chromosome cloning, construction of somatic cell hybrids, atomic force microscopy, among others. polony PCR و رشوهای کامپیوتری مانند computational inference می‌باشد . 

### میکروفلوییدیک
میکروفلوییدیک اشاره به استفاده از کانالهایی با ابعاد میکرو بر روی سیستمهای میکرو الکترو مکانیکی (MEMS) است. کانالهای میکروفلوییدی دارای قطر 10-100µm بوده،که این امکان را فراهم میاورد که با حجمهای بسیار اندک کار شود. این تکنولوژی ترکیبی از مهندسی، فیزیک، شیمی، زیست‌شناسی و اپتیک است که در طی دهه‌های گذشته در میکرو و نانو زیست‌شناسی و ژنتیک و پروتئومیکس تحولات عظیمی را به وجود آورده است. ابزار میکروفلوییدی می‌تواند مراحل مختلف آنالیز را با هم ترکیب نماید. اmicroarray technology و تعیین توالی نسل بعدی از جمله ابزارهای میکروفلوییدی است.

## میکروفلوییدی مستقیم قطعی تدریجی

### اصول
تعین هاپلوتایپهای یک کروموزوم می‌تواند از طریق جدا کردن تک کروموزومها و با استفاده از یک دستگاه میکروفلوییدی صورت گیرد

### روش

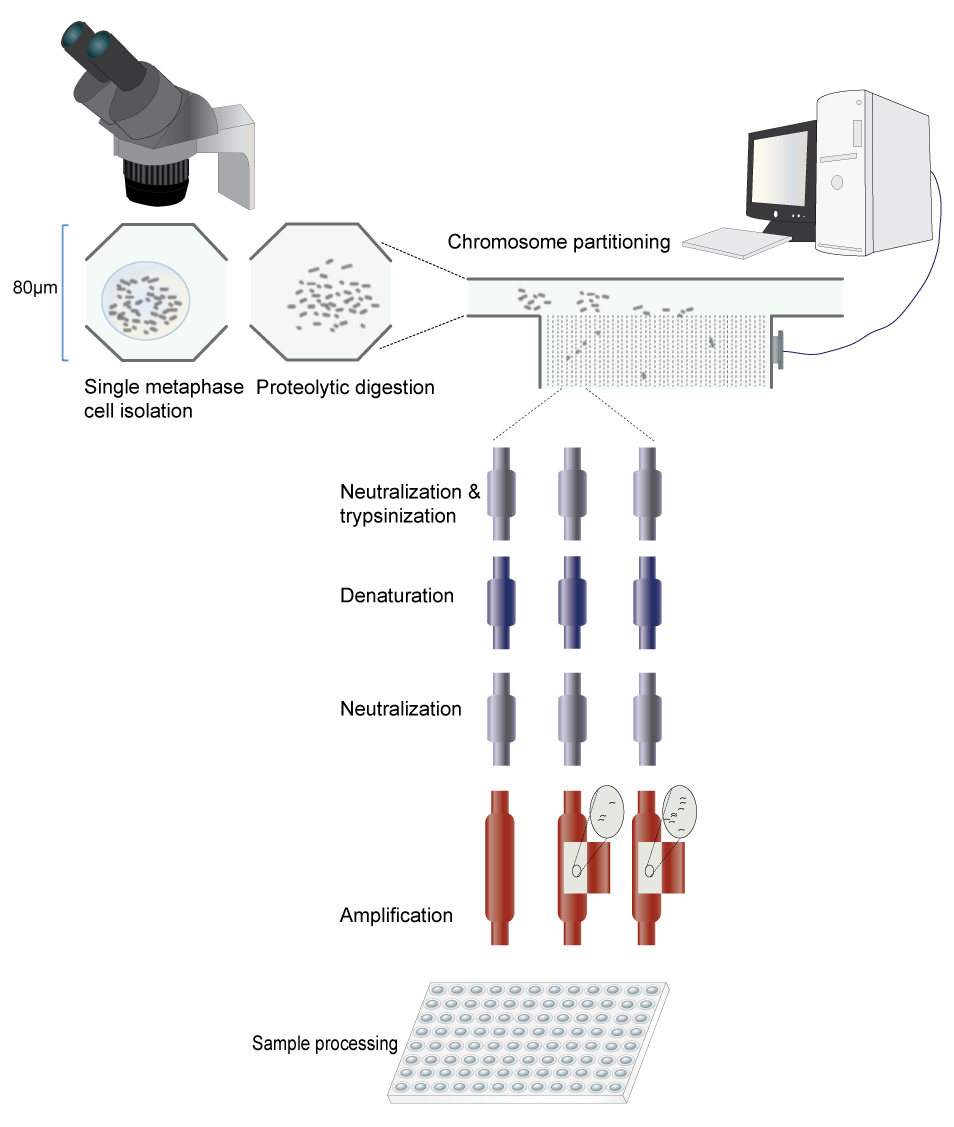
فرایند جدا کردن تمامی کروموزومها با استفاده از میکروفلوییدی و تکثیر آنها

یک سلول در مرحله متافاز جدا میشود و کروموزومهای آن از هسته خارج میشوند. و سیتوپلاسم به روش آنزیمی تخریب میشود. سپس کروموزومها در امتداد کانالها رسوب داده میشوند. پس از جداسازی کروموزومها، آنهاتکثیر میشوند (با استفاده از کیتهای مخصوص). سپس DNA تکثیر یافته وارد دستگاه میکروفلوییدی شده و با اضافه نمودن نوعی بافر به صورت محلول درمیاید و مورد آنالیز قرار میگیرد.
هنگامی که کروموزومها جدا و تکثیر شدندمیتوان از آن برای مشخص نمودن هاپلوتایپ استفاده نمود.

### کاربردها
روش میکروفلوییدی direct deterministic phasingاجازه میدهد که تمام کروموزومها در یک مرحله آزمایش از  هم جدا شوند.این ویژگی منحصر به فرد  کاربردهای احتمالی آن در  تحقیقات بالینی و ژنومیک فراهم میاورد.برخی کاربردهای بالینی  عبارتند از: تشخیص پیش از تولد بیماریهای ژنتیکی، تشخیص ژنتیکی قبل از لانه گزینیو شناسایی سلول‌های سرطانی .
تعیین هاپلوتایپ کل ژنوم از طریق میکروفلوییدی در اجرای پروژه‌های مختلف ژنتیکی در سرار دنیا بسیار کمک کننده بوده‌است.